# 蓮華寺 (中野区江古田)
蓮華寺（れんげじ）は、東京都中野区江古田にある日蓮宗の寺院。山号は星光山。井上円了（東洋大学、哲学堂を創った人物）、国学者・伊庭秀賢の墓所がある。旧本山は池上本門寺、達師法縁（繁珠会）。

## 歴史
南北朝時代、日山（池上本門寺妙本寺両山4世）が橘樹郡星川村（現在の神奈川県横浜市保土ケ谷区星川付近）に開創。日匡（寛保元年（1741年）没）が現在地へ移転中興した。
明治時代は、この寺で時の鐘を撞き、村人に時刻を知らせていた。ただ鐘が他寺からの借り物で返却したため、明治末期に絶えたという。

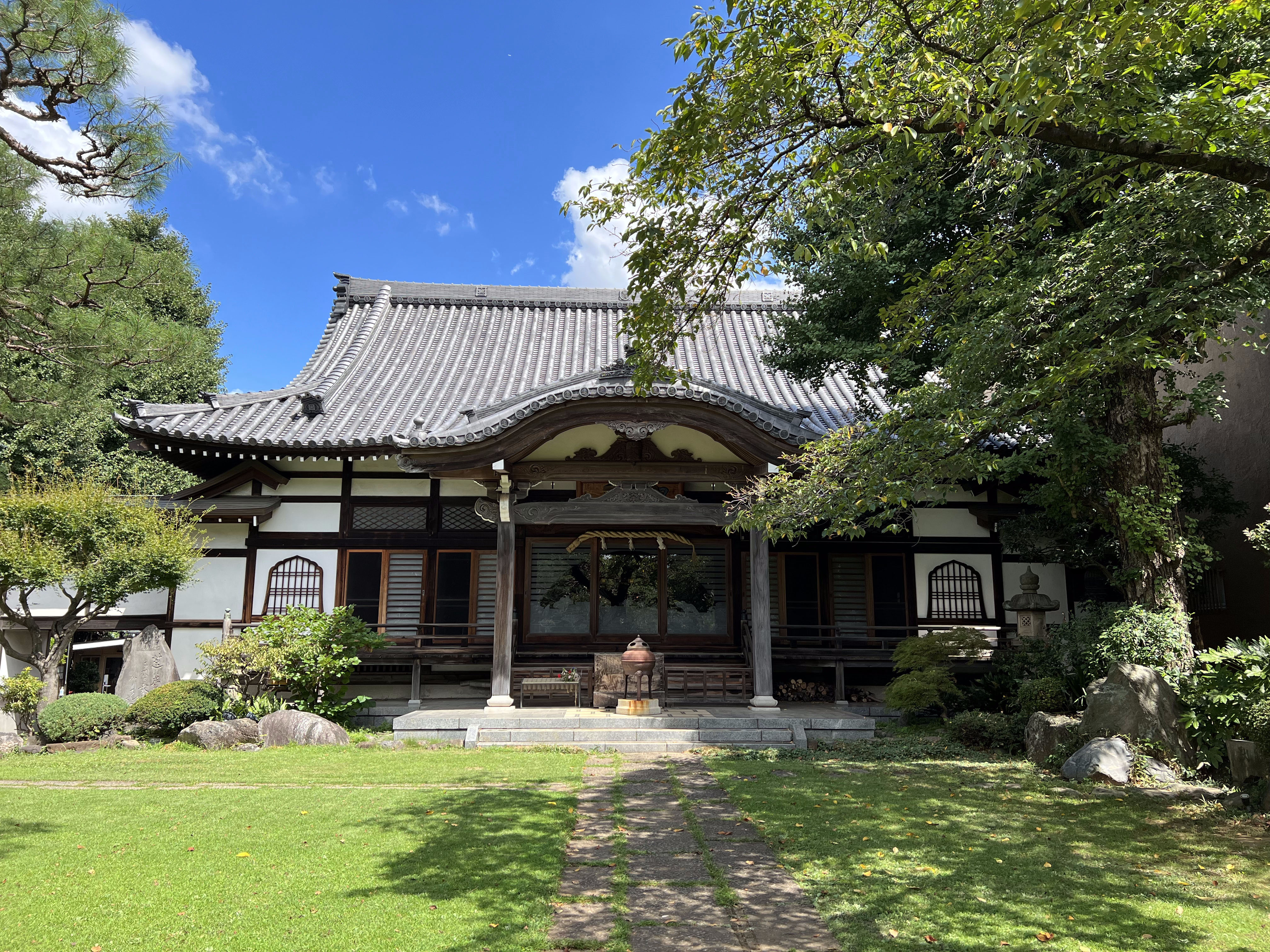
本堂

## 付属施設
当寺院に付属して「蓮華寺附属哲学堂動物霊園」がある。当時院でペットの火葬・法要・納骨・埋葬および還骨を行っている。（料金等は問い合わせ)また、学校飼育の動物の供養等も行っている。

## 交通アクセス
- 都営地下鉄大江戸線・落合南長崎駅または新江古田駅より徒歩約15分
- 西武池袋線東長崎駅より徒歩約16分
- 西武新宿線新井薬師前駅より15分
- 中野駅・池袋駅・目白駅などよりバス「哲学堂」または「哲学堂下」下車

## 周辺施設

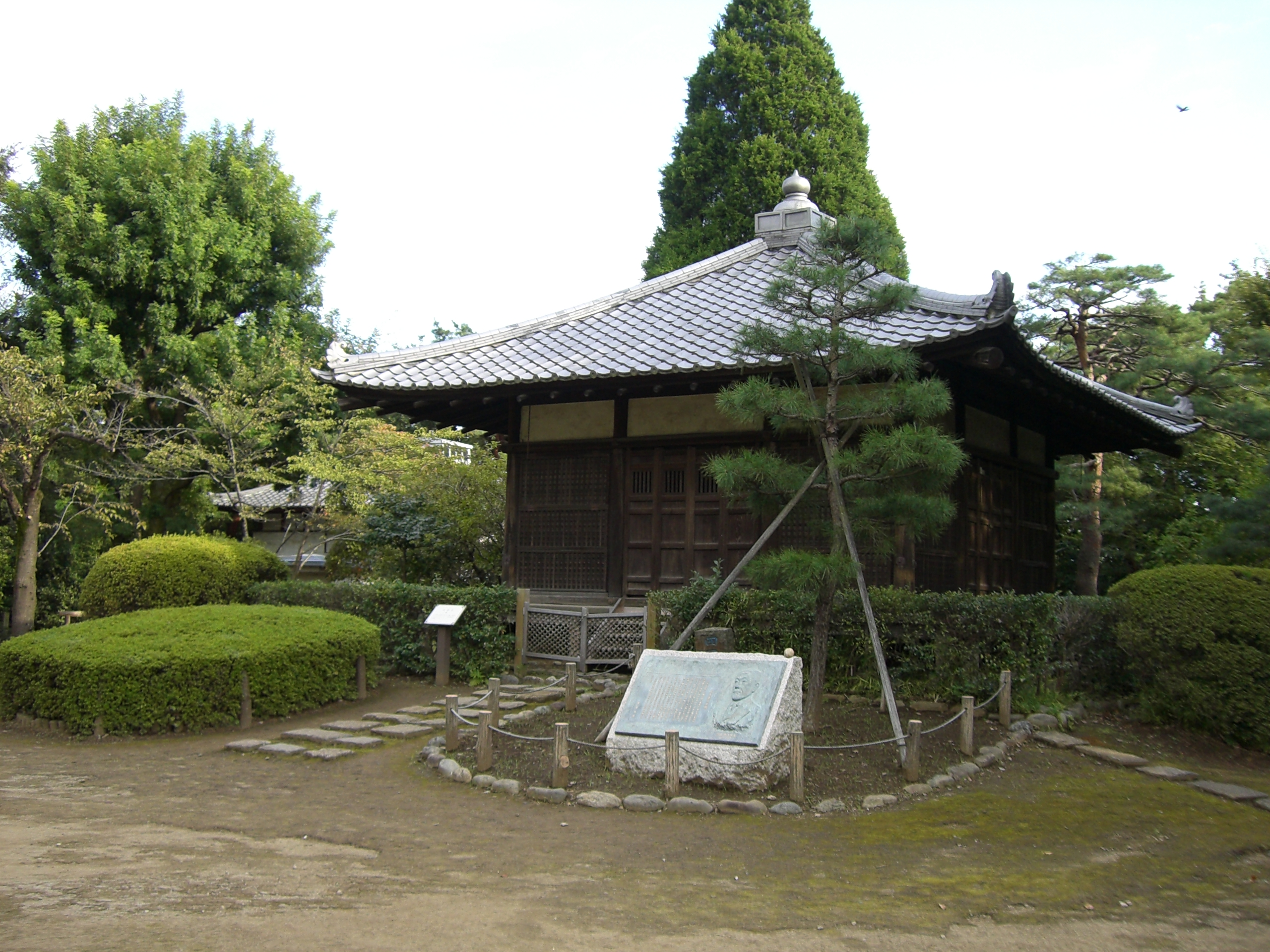
四聖堂（哲学堂）

- 哲学堂公園

## 参考資料
- 日蓮宗寺院大鑑編集委員会『宗祖第七百遠忌記念出版 日蓮宗寺院大鑑』大本山池上本門寺 (1981年)
- 中野区史跡研究会 編『中野区史跡散歩 (東京史跡ガイド14)』学生社、1992年
- 「江古田村 蓮華寺」『新編武蔵風土記稿』 巻ノ124多磨郡ノ36、内務省地理局、1884年6月。NDLJP:763995/36。
- “蓮華寺”. まるっと中野 (2014年4月18日). 2020年11月24日閲覧。

## 関連寺院
- 行伝寺（埼玉県川越市末広町）永和元年（1375年）に同じ日山が創建。蓮華寺の開創もこの頃か。